# Cervada
Il torrente Cervada è un torrente della provincia di Treviso.
Nasce in un'area collinare presso San Lorenzo di Vittorio Veneto e, scorrendo sostanzialmente verso sud, sfiora Ceneda, Cozzuolo, Carpesica, Scomigo e San Vendemiano. Entrato in comune di Mareno di Piave, si getta nel Monticano.

## Affluenti
- Da destra: val Sian, rio Cervadel, rio Ghirold, fosso Moretti
- Da sinistra: nessuno[2].